# Saint Mors (Carpentras)
Ne doit pas être confondu avec Maur (saint).
Pour les articles homonymes, voir Saint Mors et Saint Clou.

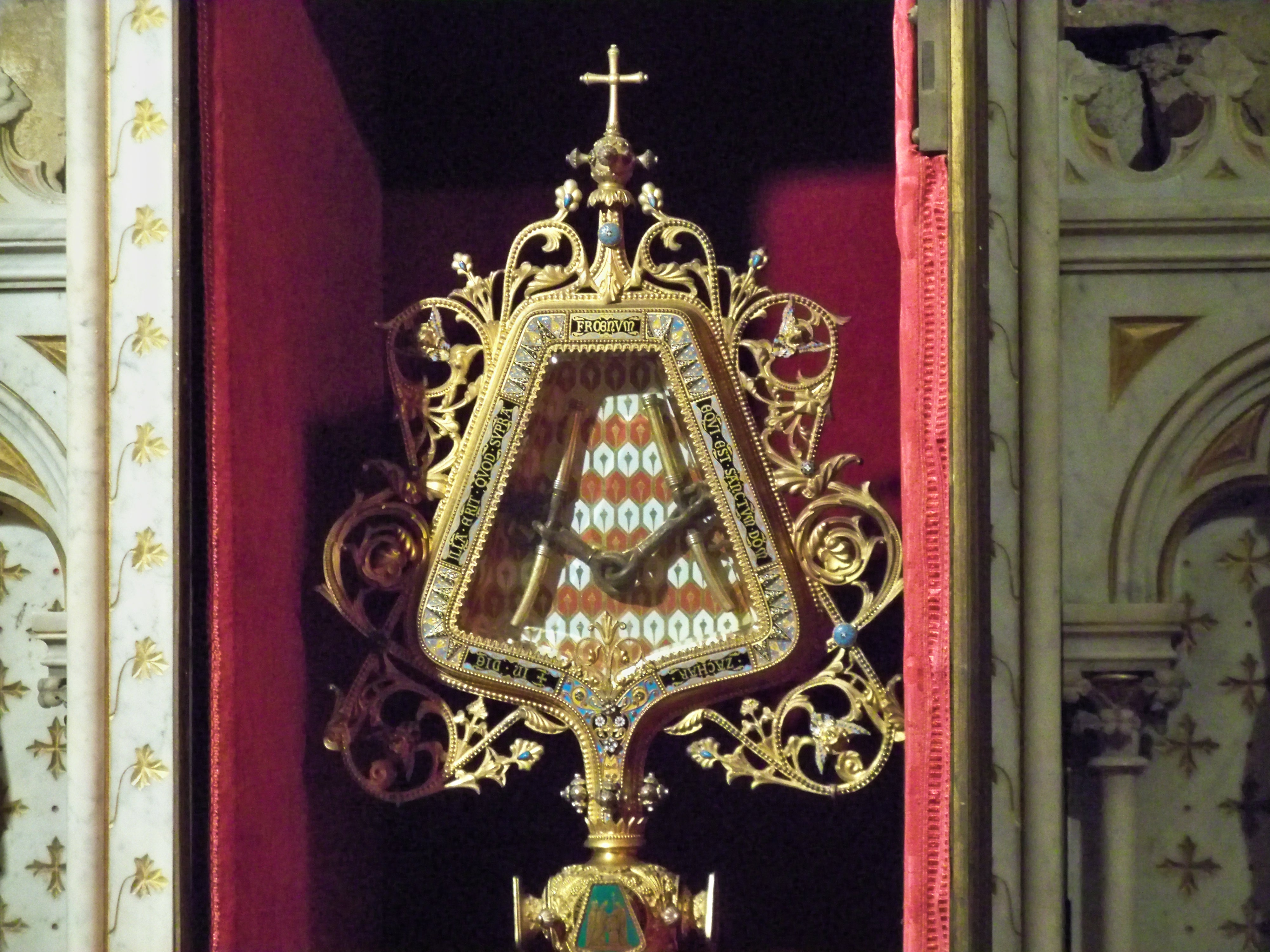
Le Saint Mors dans son reliquaire.

Le Saint Mors ou Saint Clou est une relique attribuée au Christ, conservée dans la chapelle du Saint Clou de la cathédrale Saint-Siffrein de Carpentras. Cet objet date au moins du IVe siècle après Jésus-Christ.

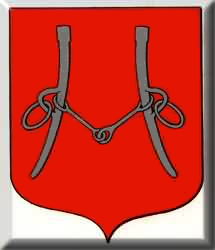
Blason de Carpentras : « de gueules, au saint Mors d’Argent ».

## Historique
Selon la légende, le « Saint Mors » de Constantin aurait été forgé avec un des clous de la Passion (celui qui aurait percé la main droite du Christ, ou les deux clous des mains selon Grégoire de Tours). Il l'aurait reçu de sa mère, sainte Hélène. La tradition chrétienne rapporte que l'impératrice Hélène aurait fait fouiller l'emplacement du calvaire et ayant retrouvé les clous de la Passion du Christ, aurait fait forger avec l'un d'eux, un mors pour le cheval de son fils, l'empereur Constantin, et aurait inséré l'autre dans le diadème impérial. Une autre tradition veut que l’impératrice fit faire avec le deuxième clou une visière de casque pour protéger le front de l’empereur et avec le troisième un bouclier pour protéger le cœur.
Cette relique est conservée au trésor de l'église de Sainte-Sophie de Constantinople jusqu'au pillage de la ville par les troupes de la 4e Croisade (1202-1204). Le mors disparaît ensuite. Il réapparaît pour la première fois en 1226, sur le sceau de l'évêque Isnard de Carpentras.
Il devient l'emblème de la ville en 1260. Le mors est d'argent sur fond de gueules. À l’occasion de toutes les Saint Siffrein, le 27 novembre, la relique est présentée aux fidèles.
Il s'agit en fait d'un mors romano-byzantin du IVe siècle au moins, vraisemblablement rapporté par un croisé après la prise de Constantinople. Le reliquaire d'origine, en vermeil, datant de 1330, est détruit durant la Révolution française. Une nouvelle châsse en bronze doré de style néo-byzantin est réalisée en 1872 par l’orfèvre lyonnais Thomas Joseph Armand-Calliat.

## Description
Le mors qui pèse 350 g est constitué de canons fins à brisure d'une longueur de 17 cm attachés à deux branches de 160 mm de longueur. 
Sur le pied circulaire du reliquaire, orné de quatre chevaux, une tige cylindrique est munie d'un nœud orné de quatre médaillons en émail champlevé représentant les épisodes principaux de l'histoire de la relique. La custode centrale repose sur un fond damassé, blanc nacré et rouge, constellé de clous d'or et est entourée de rinceaux entrelacés et de quatre chérubins aux six ailes émaillées. Une inscription tirée du livre de Zacharie (Za 14, 20) se déploie  en lettres d'or sur émail noir autour de la custode « In die illa erit, quod super frenum equi sanctum domino omnipotenti… » (En ce jour-là, les mors des chevaux porteront l'inscription suivante : consacré au Seigneur tout-puissant).